# Кая, Али
Али Кая (имя при рождении Стэнли Кипротич Мукче) — турецкий легкоатлет кенийского происхождения. Специализируется в беге на длинные дистанции.

## Биография
Родился в Кении. С 6 июня 2013 года представляет Турцию на международных соревнованиях.

## Достижения
На чемпионате Европы 2013 года среди юниоров выиграл 2 золотые медали на дистанциях 5000 и 10 000 метров.
4 января 2015 года занял 4-е место на полумарафоне в Адане с результатом 1:01.21.